# Lou Rhodes
Lou Rhodes, nata Louise Ann Rhodes (Manchester, 1º novembre 1964), è una cantautrice e musicista inglese.
Oltre all'attività come cantante dei Lamb, ha intrapreso la carriera solista pubblicando nel 2006 l'album Beloved One. Ha inoltre collaborato con numerosi gruppi anche per colonne sonore.

## Carriera solista
Nel 2006, attraverso la sua etichetta chiamata Infinite Bloom, ha pubblicato l'album Beloved One, che è entrato nella "shortlist" dei Mercury Prize nello stesso anno. Si è esibita al Glastonbury Festival nel 2005 e nel 2007. Nel maggio 2007 ha cancellato alcune date nel Regno Unito a causa della morte della sorella.
Il secondo album in studio Bloom è stato pubblicato nel settembre 2007. Il singolo di promozione è The Rain. Nel 2009 si è riunita ai Lamb, con cui ha intrapreso un tour. Nei primi mesi del 2010 ha pubblicato il suo terzo disco, One Good Thing, coscritto e coprodotto con Andy Barlow.

## Vita privata
È anche scrittrice. Vive in Wiltshire ed ha due figli.

## Discografia solista

### Album studio
- 2006 - Beloved One
- 2007 - Bloom
- 2010 - One Good Thing
- 2016 - Theyesandeye

## Opere letterarie
- 2013 - The Phlunk
- 2014 - The Phlunk's Worldwide Symphony